# Bitwa pod Shrewsbury
Bitwa pod Shrewsbury miała miejsce dnia 21 lipca 1403 r. w rejonie Shropshire pomiędzy siłami króla Henryka IV i jego syna księcia Walii Henryka V a wojskiem Henry'ego Percy hrabiego Northumberland. Bitwa zakończyła się porażką rebeliantów i śmiercią ich przywódcy.
W zamian za poparcie w walce o tron z Ryszardem II, Henryk obiecał Henry'emu Hrabstwo Cumberland oraz szereg politycznych praw. Po objęciu władzy król nie wywiązał się jednak ze składanych obietnic, prowokując Henry'ego Percy do rebelii antykrólewskiej.  
Henry rozpowszechnił przy tym pogłoskę, że Ryszard II żyje i zamierza odzyskać tron. Sprowokowany król zmuszony był bronić swoich interesów, rozpoczynając rokowania z rebeliantami. W ich trakcie Henry posłużył się blefem dając królowi do zrozumienia, że oczekuje na nadejście walijskiego przywódcy rebeliantów Owena Glendowera. Król odkrył jednak podstęp, decydując się na stoczenie bitwy. 
Starcie, do którego doszło dnia 21 lipca 1403 r. pod Shrewsbury rozpoczęło się ostrzałem łuczników z obu stron - 2000 po stronie Henryka IV i 870 ze strony rebeliantów. Oddziały łuczników składały się z wyspecjalizowanych i doświadczonych żołnierzy, potrafiących wystrzelić w przeciągu minuty do 10 strzał na odległość do 200 m. W wyniku tego ostrzału łucznicy księcia Northumberland zadali znaczne straty siłom królewskim. Król dysponował jednak silną lewą flanką, gdzie znajdowali się żołnierze pod dowództwem księcia Walii Henryka V. Jako że "spodziewane" posiłki walijskie nie nadeszły Henry nie był w stanie pokonać przeważających sił królewskich. Walcząc mężnie, Henry poniósł śmierć w walce a armia rebeliantów została pokonana.
Bitwę i jej głównych bohaterów spod Shrewsbury w swoim dramacie Henryk IV przedstawił po latach William Shakespeare.